# وودبوری هایتس، نیوجرسی
وودبوری هایتس (به انگلیسی: Woodbury Heights) شهری در ایالت نیوجرسی کشور ایالات متحده آمریکا است که جمعیت آن در سرشماری سال ۲۰۱۰ میلادی، ۳٬۰۵۵ نفر بوده‌است.